# اللغة البتاوية
اللغة البتاوية (بهاس بتاوي)، هي لغة قوم البتاوي في جاكرتا بإندونيسيا ويتكلم بها نحو خمسة ملايين شخص. والاسم مأخوذ من بتاويا وهو اسم لجاكرتا أيام الاستعمار الهولندي.